# Press clipping

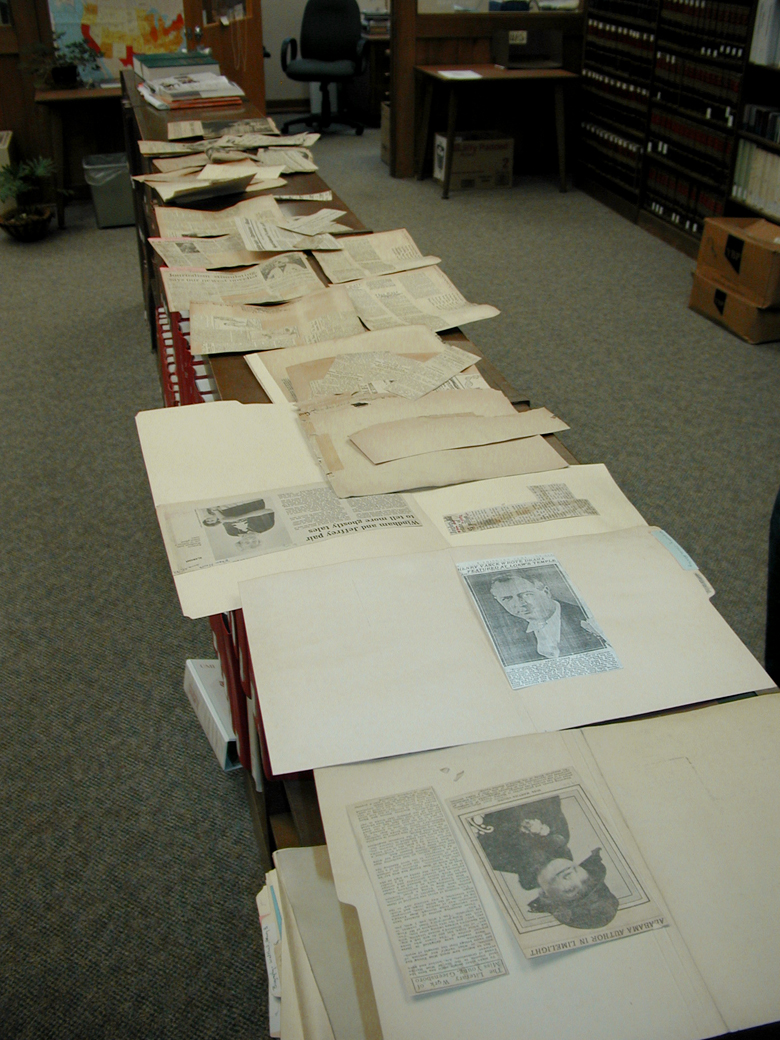
Vari ritagli di giornali

Press clipping o Clipping è un termine inglese (che si traduce come ritaglio) per indicare l’attività di selezione di articoli o ritagli di periodici nei quali è citata una determinata impresa o notizia.

## Descrizione
Con il continuo sviluppo dei mezzi di informazione e nell’era della società dell’informazione, il clipping si può realizzare non solo in formato cartaceo, ma anche digitale. L’importanza di questa azione si vede incrementata con lo sviluppo di Internet e con l’apparizione del fenomeno dei blog.
Lo specialista in Direzione Strategica della Comunicazione Alejandro Álvarez spiega che i progressi nei database e nei programmi informatici permettono che, oggigiorno, si possa fare un monitoraggio delle apparizioni nei mezzi di comunicazione in forma più sistematica. I database informatici possono essere usati per analizzare i contenuti visibili nei mezzi di comunicazione seguendo variabili tali come la penetrazione nel mercato, il tipo di pubblicazione, il volume dell'articolo, delle fonti citate e la menzione delle parole chiave.
Agli albori di Internet, per le imprese era meno determinante controllare questi parametri, ma secondo studi di diverse università statunitensi, il clipping è oggi uno dei compiti principali dei dipartimenti e delle imprese di comunicazione.
Così come indica il pubblicista e scrittore Mauro de Vincentiis, viviamo in un mondo globalizzato che in realtà è sempre più glocal ed ogni sfida si compie grazie alla credibilità ed alla velocità di comunicazione, intesa come la capacità di comunicare con l’ambiente esterno, per capirne i bisogni e prevederne i cambiamenti.

## Importanza nelle imprese
Secondo Stuart Finlay, «il fenomeno del blog ha provocato che in Internet si valuti l’opinione che un blogger ha riguardo all’uso del tuo prodotto piuttosto che la rilevanza della tua pagina web ufficiale, semplicemente perché quel blog riceve giornalmente un’enorme quantità di visite». Per questo, le imprese investono per acquisire controllo su tutta questa informazione volontaria che appare su Internet e che possiede un peso reale nella decisione di acquisto di molti clienti.
Il volume del lavoro di clipping è cresciuto esponenzialmente grazie ad Internet, però è cresciuto anche in termini qualitativi, poiché la marca su Internet può risultare associata a termini non desiderati.
In questo senso, il press clipping è un lavoro necessario negli uffici di comunicazione per controllare la reputazione delle imprese e per poter gestire adeguatamente le crisi di reputazione che possono sorgere. Con l’arrivo dei social network, i clipping non controllano più solo la reputazione della marca nei mezzi di comunicazione, ma anche nei social media stessi.
Il press clipping si definisce come il numero delle apparizioni in mezzi stampa, in radio o in televisione. Questi conteggi misurano l’accettazione nei mezzi di comunicazione di un fatto e la copertura che ha avuto. Oltre al numero di apparizioni nei mezzi di comunicazione, le imprese e i consulenti analizzano anche a quante persone è apparso un certo messaggio.
Inoltre, se si tratta di apparizioni in stampa o in altri canali come i social network, che suscitano certa incertezza, è importante analizzare il tono o il sentimento di queste pubblicazioni per sapere come si sta trattando l’informazione e se questa si ripercuote in maniera positiva o negativa. Questo è ciò che oggigiorno si conosce come analisi del sentiment o analisi del sentimento e che ultimamente è stata studiata a fondo, nonostante risulti abbastanza complicata. Molti strumenti offrono già un’analisi automatica del tono o del sentimento, però la loro efficacia non è sufficiente ed il compito quindi deve essere completato a mano.

## Il valore reale del clipping nelle imprese
Nel suo libro Las claves de la publicidad, Mariola García Uceda afferma che il valore reale dell’immagine di un’impresa è un elemento intangibile della stessa. Senza dubbio, il clipping può aiutare a tener traccia e a quantificare il prezzo di una marca nel mercato.
Ogni apparizione nella stampa ha un prezzo. Una notizia non è la stessa cosa di un annuncio, senza dubbio occupa tempo in televisione ed in radio ed occupa spazio nei giornali e su Internet. È per questo che le imprese dirigono i propri sforzi nell’incremento delle relazioni pubbliche, ritenendolo il motore capace di generare apparizioni nei mezzi di comunicazione.
Il clipping, come raccoglitore di tutte queste apparizioni, permette di eguagliare la cifra di queste apparizioni sulle tariffe pubblicitarie e, pertanto, permette di calcolare il valore monetario dell’apparizione. Senza dubbio, esistono differenze di valore se si tratta di un annuncio o di una notizia.
I circoli accademici ritengono il background pubblicitario di un cittadino un handicap per la pubblicità, rispetto alla notizia redatta dal giornalista; figura, questa, che viene prima del cittadino in relazione al progresso, alla veridicità, al diritto di informazione, alla libertà di espressione, eccetera.

## Servizi e utilizzi
- Ricezione di avvisi riguardo ad eventi, bandi di concorso, avvenimenti di interesse;
- Partecipazione nelle comunità di clienti con interessi simili e nelle liste di distribuzione che permettono la comunicazione e lo scambio di informazioni con altri membri della comunità;
- Uso di applicazioni informatiche che permettono di modificare e riutilizzare, secondo la convenienza, le notizie ricevute risultate dall’attività di monitoraggio;
- Uso di sistemi di gestione dei database che permettono di salvare le informazioni ricevute e generare emeroteche o archivi personalizzati;
- Possibilità di realizzare ricerche retrospettive nell’archivio o nel database dell’impresa;
- Servizio di analisi della redditività pubblicitaria delle marche, dell’efficacia delle campagne, studio delle strategie di comunicazione delle compagnie, dei settori, ecc.;
- Servizio di supporto e consulenza.

## Tipologie di monitoraggio dei mezzi d'informazione

### Radio e televisione
Entrambe hanno come obiettivo quello di fornire un accesso puntuale alle fonti di maggiore influenza riguardo all’opinione pubblica. Le differenze riguardano il tipo di mezzo che utilizzano (esistono imprese dedicate esclusivamente al monitoraggio di fonti scritte, digitali, emissioni di radio o canali televisivi) e la forma in cui realizzano il compito (automatica, attraverso agenti intelligenti o manuale). A volte, le differenze possono risultare dalla specializzazione o dalla copertura geografica dell’impresa. Per esempio, la statunitense Allied Media Corp si definisce come un’impresa di servizio di clipping etnico-culturale ed è specializzata nel monitoraggio dei mezzi d'informazione che riguardano le comunità di ispanici e afroamericani.

### Stampa quotidiana e periodica
Elaborazione di dossier di notizie. È un’attività con più di un secolo di attività. A causa dell’inerenza di molte imprese del settore, nonostante queste avessero percepito da molto tempo la necessità di trasformarsi per adattarsi al contesto digitale, non hanno però cambiato la loro strategia fino all’avvento degli anni Novanta del secolo scorso. Per anni hanno portato avanti il seguito di pubblicazioni stampate nello stesso modo: una squadra di professionisti controllava giornalmente un insieme di testate e selezionava quelle informazioni che rispondevano agli interessi del cliente. Le notizie una volta fíltrate si inviavano, riassunte o fotocopiate, tramite posta tradizionale o fax. Uno dei maggiori inconvenienti di questo sistema di distribuzione era l’accumulo di carta, oltre alla lentezza.
L’avanzamento tecnologico permise ed obbligò ad introdurre cambi nel funzionamento dei servizi. Dal momento in cui i clienti si resero conto dell’esistenza di un sistema che gli permetteva di ricevere le notizie con molta più rapidità, non erano più disposti ad aspettare giorni o settimane per ricevere il loro dossier con le notizie filtrate. Questa pressione impulserà la trasformazione di questi servizi.
In realtà il monitoraggio dei mezzi di stampa continua manualmente perché, nonostante si possa contare nell’appoggio di strumenti tecnologici di ricerca, indirizzamento, filtrazione, ecc., non è ancora possibile sostituire del tutto il lavoro dei professionisti. Documentalisti esperti rivedono le pubblicazioni, selezionano le notizie rilevanti, le digitalizzano, le indirizzano, classificano ed elaborano un dossier che si invia al cliente per email. Questi lo riceve generalmente la mattina presto. Anche se il metodo utilizzato per il monitoraggio dei mezzi di stampa non ha variato molto, grazie agli avanzamenti teconologici, soprattutto alla digitalizzazione ed alla posta elettronica, ha migliorato esponenzialmente la sua rapidità e le possibilità di gestione, immagazzinaggio e riutilizzo delle informazioni.

### Mezzi d'informazione digitali
Il seguito dei mezzi digitali si basa nell’uso di agenti intelligenti. Si tratta di applicazioni che circolano in forma permanente su Internet cercando i cambi e le novità che si producono nelle pagine web di notizie. Sono capaci di trovare migliaia di giornali, riviste e pubblicazioni digitali in un tempo minimo. Con questi programmi le imprese di monitoraggio possono offrire ai propri clienti un servizio di attualizzazione permanente ed in tempo reale. Gli agenti permettono inoltre di personalizzare la ricerca mediante l’assegnazione di parole chiave relative a concetti tematici, nomi di persona, prodotti, marche, imprese, eccetera. Alcuni inoltre ammettono una ricerca retroattiva da parte dell’usuario.

### Reti sociali
Seguito informatico delle apparizioni nei canali di comunicazione 2.0.